# Meakan-dake

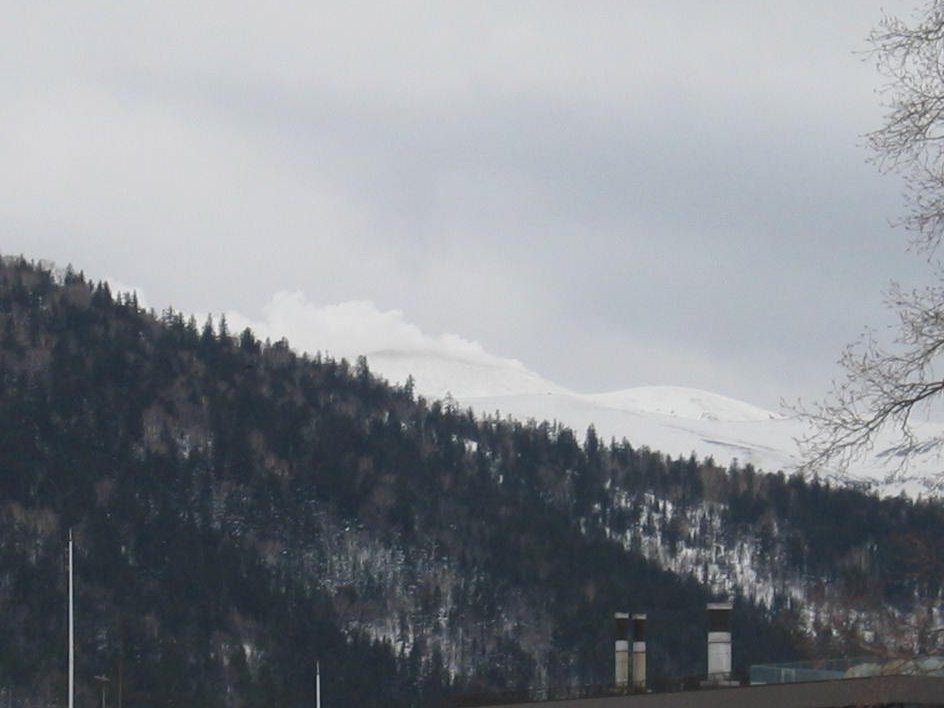
Ausbruch des Meakan-dake im März 2006 vom See Akan aus gesehen, Dampfschwaden steigen vom Krater auf

Der Meakan-dake (jap. 雌阿寒岳, wörtlich: „weiblicher Akan-Gipfel“) ist ein 1499 m hoher aktiver Vulkan auf Hokkaidō in Japan. Er liegt im Ortsteil Akan-chō im Norden der Stadt Kushiro in der Präfektur Hokkaidō.
Der Schichtvulkan entstand im Südwesten der 13 auf 24 Kilometer großen Akan-Caldera. Ebenfalls innerhalb der Caldera liegen der 1476 m hohe Akan-Fuji (阿寒富士) unmittelbar südlich des Meakan und der 1371 m hohe Oakan-dake (雄阿寒岳, „männlicher Akan-Gipfel“) im Nordosten. Zwischen Meakan und Oakan befindet sich der Akan-See.
In historischer Zeit war von den Vulkanen innerhalb der Caldera einzig der Meakan mit schwachen Ausbrüchen aktiv. Bei der letzten Eruption im November 2008 kam es zu kleineren phreatischen Eruptionen.
Der Meakan-dake zählt zu den 100 berühmten Bergen Japans und liegt zusammen mit dem Akan-See im Akan-Nationalpark. Das abgelegene, weitläufige und schwer zugängliche Gebiet wird besonders um den Akan-See als Erholungsgebiet für Onsen-Gäste, Wanderer und Camper erschlossen.